# Quingey
Quingey ist eine französische Gemeinde mit 1.313 Einwohnern (Stand: 1. Januar 2022) im Département Doubs in der Region Bourgogne-Franche-Comté. Die Kleinstadt gehört zum Kanton Saint-Vit im Arrondissement Besançon.

## Geographie
Quingey liegt auf 267 m, etwa 19 Kilometer südwestlich der Stadt Besançon (Luftlinie). Das Städtchen erstreckt sich im westlichen Jura, überwiegend am rechten (westlichen) Ufer der Loue, in einer Talweitung zwischen den Höhen der Côte de Moini im Westen und des Waldgebietes Bois du Landet im Osten.
Die Fläche des 8,55 km² großen Gemeindegebiets umfasst einen Abschnitt des westlichen französischen Jura. Der Hauptteil des Gebietes wird vom breiten Talbecken der Loue eingenommen, das von den äußersten Höhenzügen des Jura umrahmt wird. Die Loue fließt hier durch einen ungefähr 2 km breiten flachen Talboden nach Süden. Östlich des Flusses reicht der Gemeindeboden bis an den Fuß des Bois du Landet. Nach Westen erstreckt sich das Gemeindeareal auf den angrenzenden Höhenrücken, welcher die parallel verlaufenden Täler von Loue und Doubs trennt. Der höchste Punkt von Quingey wird mit 522 m auf der bewaldeten Côte de Moini erreicht. Ein schmaler Zipfel greift nach Norden auf die Höhe von Montgardot (456 m) aus.
Nachbargemeinden von Quingey sind Abbans-Dessus und Boussières im Norden, Chouzelot und Cessey im Osten, Lavans-Quingey im Süden sowie Lombard und Byans-sur-Doubs im Westen.

## Geschichte
Quingey war bereits im 3. Jahrhundert nach Christus ein Siedlungsplatz. Im Mittelalter bildete es eine Herrschaft und entwickelte sich zu einer Kleinstadt am Handelsweg entlang dem westlichen Jurafuß zwischen den Städten Besançon und Bourg-en-Bresse. Zusammen mit der Franche-Comté gelangte das Städtchen mit dem Frieden von Nimwegen 1678 an Frankreich. Im 17. Jahrhundert wurde ein Dominikanerkloster gegründet, das nach der Französischen Revolution aufgehoben wurde. Durch die Gründung eines Eisenwerks erlebte Quingey im 19. Jahrhundert seinen wirtschaftlichen Aufschwung, wodurch die Einwohnerzahl vorübergehend auf über 1200 anstieg.

## Sehenswürdigkeiten

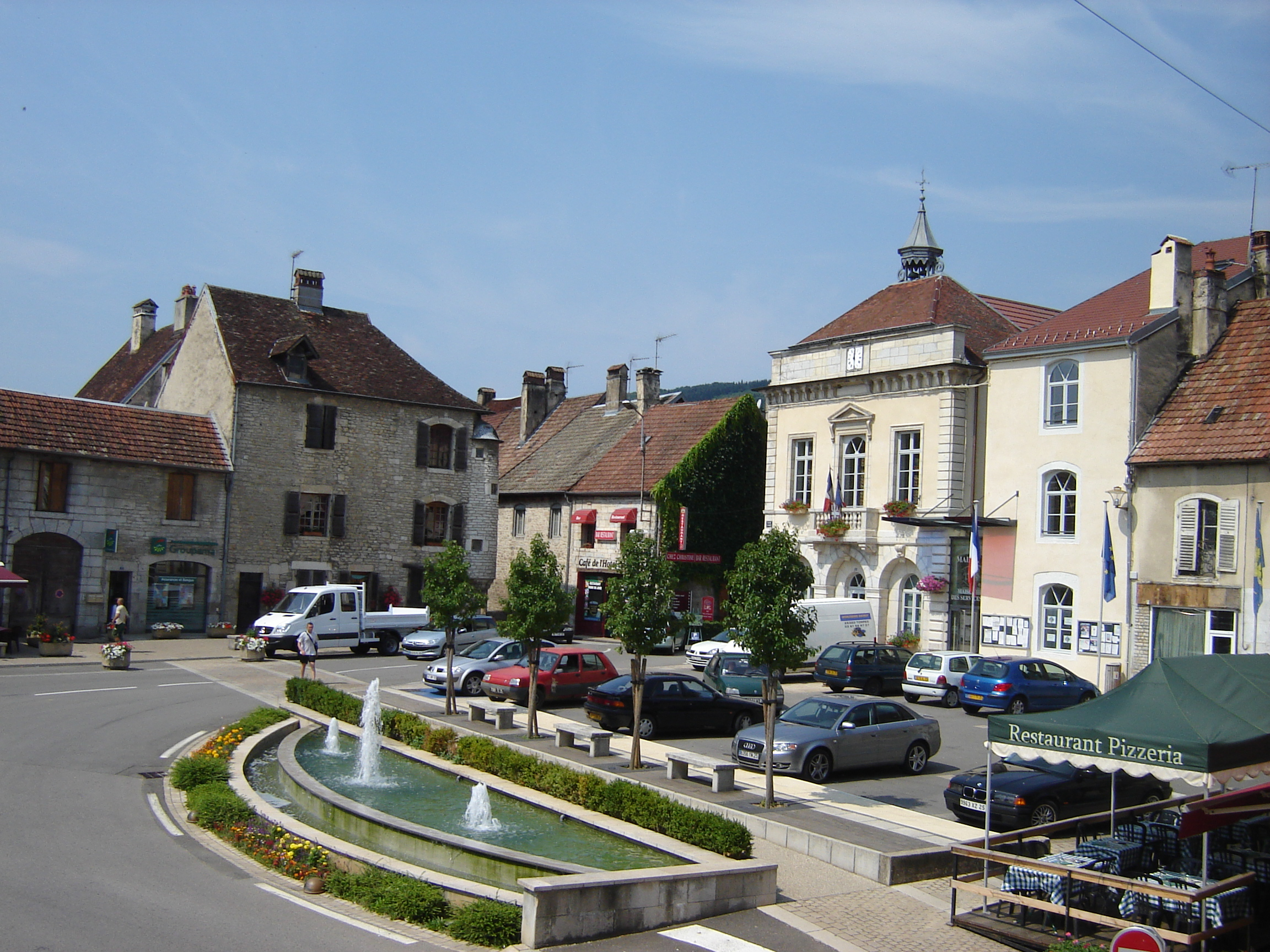
Quingey, zentraler Platz mit Rathaus

- Die Pfarrkirche Saint-Renobert (oder Saint-Martin) wurde 1762 an der Stelle eines mittelalterlichen Vorgängerbaus neu erbaut und im 19. Jahrhundert umgestaltet.
- Quingey hat sein mittelalterliches Gepräge mit einem großen zentralen Platz und zahlreichen Bürgerhäusern aus der Zeit zwischen 17. und 19. Jahrhundert bewahrt.
- Überreste sind von der ehemaligen Befestigung sowie vom Herrschaftssitz erhalten.
- Die Brücke über die Loue wurde 1844 neu erbaut.

## Bevölkerung
| Jahr                       | 1881 | 1962 | 1968 | 1975 | 1982 | 1990 | 1999 | 2006 | 2018 |
| -------------------------- | ---- | ---- | ---- | ---- | ---- | ---- | ---- | ---- | ---- |
| Einwohner                  | 958  | 836  | 854  | 936  | 920  | 980  | 1049 | 1217 | 1434 |
| Quellen: Cassini und INSEE |      |      |      |      |      |      |      |      |      |

Mit 1313 Einwohnern (Stand 1. Januar 2022) gehört Quingey zu den kleineren Gemeinden des Départements Doubs. Nachdem die Einwohnerzahl in der ersten Hälfte des 20. Jahrhunderts abgenommen hatte (1881 wurden noch 958 Personen gezählt), wurde seit Beginn der 1960er Jahre wieder ein kontinuierliches Bevölkerungswachstum verzeichnet, das sich insbesondere seit 1990 deutlich verstärkt hat. Heute ist das Siedlungsgebiet von Quingey mit demjenigen von Chouzelot zusammengewachsen.

## Wirtschaft und Infrastruktur
Quingey war stets ein durch den Handel mit landwirtschaftlichen Erzeugnissen der Region geprägtes Städtchen. Seit dem 19. Jahrhundert spielte auch die Eisen verarbeitende Industrie eine wichtige Rolle. In den letzten Jahrzehnten entwickelte sich in der Talebene östlich der Loue eine kleine Industrie- und Gewerbezone. Heute gibt es verschiedene Betriebe des Klein- und Mittelgewerbes, vor allem Unternehmen der Metallverarbeitung, der Holzverarbeitung, der Herstellung von Haushaltsartikeln sowie mechanische Werkstätten und zahlreiche Geschäfte des Einzelhandels. Peugeot Saveurs hat seinen Sitz in Quingey, welche unter anderem Pfeffer- und Kaffeemühlen herstellen. Quingey nimmt damit zentralörtliche Funktionen für das Umland wahr. Zudem ist es Standort eines Campingplatzes.
Die Ortschaft ist verkehrstechnisch gut erschlossen. Sie liegt an der alten Staatsstraße N83, die von Besançon nach Lons-le-Saunier führt. Seit 1999 ist der Stadtkern mit der Fertigstellung einer Umfahrung vom Durchgangsverkehr entlastet. Weitere Straßenverbindungen bestehen mit Saint-Vit, Épeugney und Arc-et-Senans.

## Persönlichkeiten
- Louis-Edouard Vuillermoz (1869–1939), Hornist und Musikpädagoge